# Emanuel Wilczok
Emanuel Wilczok (ur. 26 stycznia 1917 w Janowie, zm. 16 września 1992 w Katowicach) – polski historyk, harcerz, badacz dziejów Górnego Śląska, w szczególności terenów dzisiejszych Katowic. Zajmował się historią przemysłu ciężkiego.

## Życiorys
Urodził się jako syn kowala, pracującego w kopalni „Giesche”. Po ukończeniu szkoły średniej uczęszczał do Technikum Hutniczego oraz Wyższej Szkoły Pedagogicznej w Katowicach. Tam uzyskał tytuł magistra historii.
W latach 1932–1936 pracował jako urzędnik w Urzędzie Gminy Janów, a od 1936 roku – w kompleksie hut spółki „Giesche” w Szopienicach. Zaangażował się w działalność harcerską, a w 1937 uczestniczył w Światowym Zlocie Skautów w Holandii. W czasie II wojny światowej znalazł się na terenie Niemiec, gdzie pracował w gazecie polonijnej. Sprawował także funkcję komendanta Polonijnego Hufca ZHP. Po 1945 wrócił do pracy w Szopienicach (nazwę przedsiębiorstwa zmieniono na Zakłady Hutnicze „Szopienice”, a następnie na Hutę Metali Nieżelaznych „Szopienice”). Był m.in. kierownikiem Działu Planowania Technicznego, kierownikiem zmianowym huty cynku, główny dyspozytorem oraz kierownikiem Działu Zbytu i Magazynów. Wykładał także w zakładowym Technikum Hutniczym w Szopienicach, a hobbystycznie zajmował się filatelistyką. Przeszedł na emeryturę w 1975.

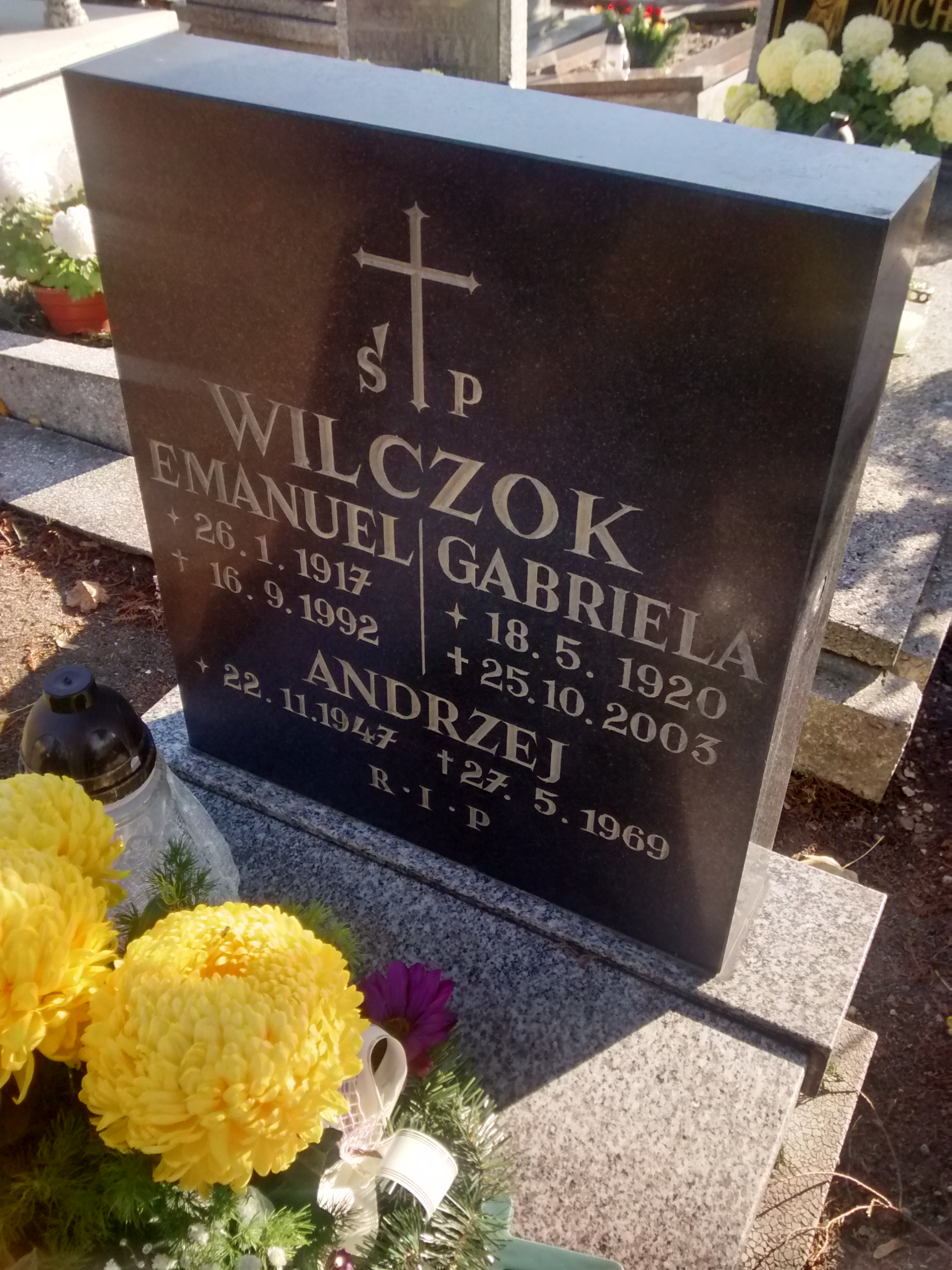
Grób Emanuela Wilczoka na cmentarzu parafialnym w Dąbrówce Małej

W 1984 współtworzył i od tegoż roku kierował Izbą Tradycji Hutniczej, gdzie gromadzono pamiątki, związane z historią hutnictwa w Szopienicach i na Górnym Śląsku (izbę w 1994 nazwano jego imieniem). Był także członkiem Komisji Historii i Ochrony Zabytków Hutnictwa przy Zarządzie Głównym Stowarzyszenia Inżynierów i Techników Przemysłu Hutniczego oraz członkiem Polskiego Towarzystwa Turystyczno-Krajoznawczego.
W lutym 1981 roku na Uniwersytecie Śląskim obronił pracę pt. Przewrót surowcowy w górnośląskim przemyśle cynkowym oraz jego konsekwencje technologiczne i ekonomiczne (od 1870 do 1914 r.) i uzyskał stopień doktora nauk humanistycznych.
W 1984 roku wydał monografię szopienickich zakładów hutniczych pt. 150 lat Hutnictwa Metali Nieżelaznych w Szopienicach, na 150-lecie istnienia hutnictwa w Szopienicach. Opublikował kilkadziesiąt artykułów dotyczących historii przemysłu hutniczego. Dzięki jego staraniom udało się zlokalizować miejsce dawnej Kuźnicy Roździeńskiej, w której pod koniec XVI wieku pracował Walenty Roździeński.
Za swoją działalność odznaczony m.in. Złotą Odznaką Zasłużonego Pracownika HMN „Szopienice”, Krzyżem Kawalerskim Orderu Odrodzenia Polski, Złotym Krzyżem Zasługi, Złotą Odznaką Zasłużonego dla Województwa Katowickiego oraz Medalem Komisji Edukacji Narodowej.
Zmarł 16 września 1992 w Katowicach; 23 września 1992 pochowany na cmentarzu parafialnym w Dąbrówce Małej.

## Publikacje zwarte
- 150 lat Hutnictwa Metali Nieżelaznych w Szopienicach. Dzieje Huty Metali Nieżelaznych „Szopienice” i jej załogi (1984)
- Hutnictwo cynku na ziemiach polskich (1986)
- Kronika Zakładowej Zawodowe Straży Pożarnej. Huta Metali Nieżelaznych „Szopienice” 1912–1987 (1987)
- Topografia Kuźnicy Roździeńskiej (1989)
- Janów – od osady leśnej do gminy wielkoprzemysłowej (1991)